# Eugenio Manuel Otero Urtaza
Eugenio Manuel Otero Urtaza (Pontevedra, 1953) es un historiador y ensayista español, catedrático de Teoría e Historia de la Educación en la Universidad de Santiago de Compostela, especializado en la obra de Manuel Bartolomé Cossío y el fenómeno de las Misiones Pedagógicas.

## Biografía
Nacido en la capital pontevedresa en 1953. Ha sido catedrático de Teorías e Instituciones Contemporáneas en la Educación, en la Escuela de Magisterio de Lugo.
En 2006, dentro de los actos conmemorativos del 75 aniversario de la creación en 1931 del Patronato de las Misiones Pedagógicas, fue comisario de la exposición Las Misiones Pedagógicas (1931-1936), un proyecto de la Fundación Francisco Giner de los Ríos, organizado por la Sociedad Estatal de Conmemoraciones Culturales (SECC), adscrita al Ministerio de Cultura, con producción ejecutiva de la Residencia de Estudiantes, y la colaboración del Ayuntamiento de Madrid.
Recuperando una de las líneas pedagógicas esenciales de la ILE, ha desarrollado este tema en propuestas como La práctica excursionista en la Institución Libre de Enseñanza (1992); Excursionismo, lecciones de cosas y trabajos manuales: algunos influjos de Pestalozzi en la Institución Libre de Enseñanza (1988); Excursións na natureza e educación en valores: unha nova perspectiva (1998); Giner y Cossío en el verano de 1883. Memoria de una excursión inolvidable (2004).

## Obras
- Francisco Giner, a escola primaria e a universidade (2001). Universidade de Santiago de Compostela. ISBN 84-8121-872-3
- Manuel Bartolomé Cossío: trayectoria vital de un educador(1994). ISBN 84-00-07419-X.[7]
- Manuel Bartolomé Cossío: pensamiento pedagógico y acción educativa, (1994) Ministerio de Educación Cultura y Deporte, Centro de Investigación y Documentación Educativa. ISBN 84-369-2534-3
- Pensamiento pedagógico y acción educativa de Manuel Bartolomé Cossío (1991). Universidad de Oviedo. ISBN 84-7468-428-5; Premio Nacional de Investigación e Innovación Educativas 1990.
- Las misiones pedagógicas: una experiencia de educación popular (1982). A Coruña : Ediciones Do Castro. ISBN 84-7492-133-3